# Atletismo nos Jogos Pan-Americanos de 2007 - 10000 m masculino
Os 10000 metros foram um dos eventos do atletismo nos Jogos Pan-Americanos de 2007, no Rio de Janeiro. A prova foi disputada no Estádio Olímpico João Havelange em 27 de julho com 11 atletas de 7 países.

## Medalhistas
| Ouro   | MEX José David Galván         |
| Prata  | BRA Marílson Gomes dos Santos |
| Bronze | MEX Alejandro Suárez          |

## Recordes
Recordes mundiais e pan-Americanos antes da disputa dos Jogos Pan-Americanos de 2007.
| Tipo                             | Atleta          | Tempo    | Local        | Data                 |
| -------------------------------- | --------------- | -------- | ------------ | -------------------- |
|                                  | Kenenisa Bekele | 26m17.53 | Bruxelas     | 26 de agosto de 2005 |
| Recorde dos Jogos Pan-Americanos | Bruce Bickford  | 28m20.37 | Indianápolis | 12 de agosto de 1987 |

## Resultados
- DNF: não completou na prova.

### Final
A final dos 10000 metros foi disputada em 27 de julho as 16:50 (UTC-3).
| Pos.              | Atleta                    | País               | Tempo    |
| ----------------- | ------------------------- | ------------------ | -------- |
| Medalha de ouro   | José David Galván         | MEX México         | 28m08.74 |
| Medalha de prata  | Marílson dos Santos       | BRA Brasil         | 28m09.30 |
| Medalha de bronze | Alejandro Suárez          | MEX México         | 28m09.95 |
| 4                 | Jorge Torres              | USA Estados Unidos | 28m28.48 |
| 5                 | Clodoaldo Silva           | BRA Brasil         | 28m28.92 |
| 6                 | Jason Hartmann            | USA Estados Unidos | 29m02.89 |
| 7                 | William Naranjo Jaramillo | COL Colômbia       | 29m13.93 |
| 8                 | Freddy González           | VEN Venezuela      | 29m38.04 |
| 9                 | Javier Guarín             | COL Colômbia       | 30m02.59 |
| 10                | Cleveland Forde           | GUY Guiana         | 31m23.00 |
| —                 | Jorge Cesar Fernández     | BOL Bolívia        | DNF      |